# Para seguir viviendo
Para Seguir Viviendo es un álbum del grupo chileno Illapu, que fue lanzado en el año 1988. El disco está contextualizado en los últimos años de la dictadura militar en Chile.

## Historia
En 1985, Illapu se traslada desde Francia hacia México, con lo que queda un desorden temporal en la estabilidad de los integrantes de la banda, quedando sólo Roberto Márquez, Eric Maluenda y Raúl Acevedo. Conocen a Carlos Elgueta, quien se desempeñaría en el bajo eléctrico. Luego de una gira por Europa, el grupo se reencuentra con muchos de sus antiguos integrantes, volviendo a integrarse Andrés Márquez e integrándose Miguel Ángel Aldama a la formación final. En 1987 graban este álbum, el cual se basaría en la actualidad de Chile, en los últimos años de la dictadura militar.

## Contenido
Las canciones en este álbum varían entre instrumentales y temas cantados. Destacan canciones como: Qué va a ser de ti, un landó escrito por Osvaldo Torres y compuesto por Roberto Márquez, que trata sobre lo que pasaría con Augusto Pinochet una vez que estuviera fuera del poder; Arauco de Pie, instrumental tocado con instrumentos mapuches, tomado de la cantata "El grito de la raza" que Illapu habría tocado hace casi diez años atrás; Para seguir viviendo, canción dedicada a Rodrigo Rojas De Negri, joven asesinado por la represión existente bajo el régimen militar chileno; Paloma vuela de nuevo, un candombe escrito y compuesto por José Miguel Márquez con una lírica esperanzadora para afrontar la actualidad chilena; Cuarto Reino, Cuarto Reich, una tonada potosina que trata sobre la dictadura; Se están quedando solos, trote escrito y compuesto por Osvaldo Torres, dedicado a Pinochet y sus adherentes.

## Datos

### Lista de temas
| N.º | Título                                         | Letras         | Música                               | Duración |  |
| 1.  | «Qué va a ser de ti» (landó festejo)           | Osvaldo Torres | Roberto Márquez                      |          |  |
| 2.  | «Arauco de pie» (instrumental)                 |                | Roberto Márquez                      |          |  |
| 3.  | «Arrurrú la faena» (albazo)                    | Nelly Lemus    | Roberto Márquez                      |          |  |
| 4.  | «Sereno» (instrumental)                        |                | Andrés Márquez                       |          |  |
| 5.  | «Ganaremos la alegría» (baguala-chaya)         | J. M. Memet    | Roberto Márquez                      |          |  |
| 6.  | «Diablada tradicional» (diablada)              |                | Folclore boliviano                   |          |  |
| 7.  | «Para seguir viviendo» (Canción)               | V. Tapia       | José Miguel Márquez                  |          |  |
| 8.  | «Sipassy» (Instrumental)                       |                | José MIguel Márquez, Roberto Márquez |          |  |
| 9.  | «Paloma vuela de nuevo»                        |                | Roberto Márquez                      |          |  |
| 10. | «Cuarto reino, cuarto Reich» (Tonada potosina) | Osvaldo Torres | Roberto Márquez                      |          |  |
| 11. | «Se están quedando solos» (Trote)              | Osvaldo Torres | Osvaldo Torres                       |          |  |

### Músicos

#### Illapu
- Roberto Márquez
- Eric Maluenda
- Andrés Márquez
- Raúl Acevedo
- Carlos Elgueta
- Miguel Ángel Aldana

#### Participación especial
- José Miguel Márquez